# Meridiano 25 este
El meridiano 25 este de Greenwich es una línea de longitud que se extiende desde el Polo Norte atravesando el Océano Ártico, Europa, África, el Océano Índico, el Océano Antártico y la Antártida hasta el Polo Sur.
El meridiano 25 este forma un gran círculo con el meridiano 155 oeste.
La mayor parte de la frontera entre Egipto y Libia se define por el meridiano, al igual que gran parte de la frontera entre Libia y Sudán.

## De Polo a Polo
Comenzando en el Polo Norte y dirigiéndose hacia el Polo Sur, este meridiano atraviesa:
| Coordenadas                      | País, territorio o mar          | Notas |
| -------------------------------- | ------------------------------- | --- |
| 90°0′N 25°0′E / 90.000, 25.000   | Océano Ártico                   | Mar de Barents |
| 80°15′N 25°0′E / 80.250, 25.000  | Noruega                         | Isla de Nordaustlandet, Svalbard |
| 79°20′N 25°0′E / 79.333, 25.000  | Mar de Barents                  | |
| 76°29′N 25°0′E / 76.483, 25.000  | Noruega                         | Isla de Hopen, Svalbard |
| 76°26′N 25°0′E / 76.433, 25.000  | Mar de Barents                  | |
| 71°2′N 25°0′E / 71.033, 25.000   | Noruega                         | |
| 68°37′N 25°0′E / 68.617, 25.000  | Finlandia                       | |
| 65°38′N 25°0′E / 65.633, 25.000  | Mar Báltico                     | Golfo de Botnia |
| 65°3′N 25°0′E / 65.050, 25.000   | Finlandia                       | Isla de Hailuoto |
| 65°2′N 25°0′E / 65.033, 25.000   | Mar Báltico                     | Golfo de Botnia |
| 64°55′N 25°0′E / 64.917, 25.000  | Finlandia                       | Pasa a través de Helsinki |
| 60°10′N 25°0′E / 60.167, 25.000  | Mar Báltico                     | Golfo de Finlandia |
| 59°39′N 25°0′E / 59.650, 25.000  | Estonia                         | Isla de Prangli |
| 59°37′N 25°0′E / 59.617, 25.000  | Mar Báltico                     | Golfo de Finlandia |
| 59°29′N 25°0′E / 59.483, 25.000  | Estonia                         | Pasa justo al este de Tallinn |
| 58°0′N 25°0′E / 58.000, 25.000   | Letonia                         | |
| 56°18′N 25°0′E / 56.300, 25.000  | Lituania                        | |
| 54°9′N 25°0′E / 54.150, 25.000   | Bielorrusia                     | |
| 51°55′N 25°0′E / 51.917, 25.000  | Ucrania                         | |
| 47°44′N 25°0′E / 47.733, 25.000  | Rumania                         | |
| 43°44′N 25°0′E / 43.733, 25.000  | Bulgaria                        | |
| 41°23′N 25°0′E / 41.383, 25.000  | Grecia                          | |
| 40°57′N 25°0′E / 40.950, 25.000  | Mar Mediterráneo                | Mar Egeo - pasando justo al oeste de la isla de Lemnos, Grecia |
| 39°33′N 25°0′E / 39.550, 25.000  | Grecia                          | Isla de Agios Efstratios |
| 39°29′N 25°0′E / 39.483, 25.000  | Mar Mediterráneo                | Mar Egeo |
| 37°46′N 25°0′E / 37.767, 25.000  | Grecia                          | Pasando justo a través del punto más al este de la isla de Andros |
| 37°46′N 25°0′E / 37.767, 25.000  | Mar Mediterráneo                | Mar Egeo |
| 37°40′N 25°0′E / 37.667, 25.000  | Grecia                          | Isla de Tinos |
| 37°38′N 25°0′E / 37.633, 25.000  | Mar Mediterráneo                | Mar Egeo - pasando justo al este de la isla de Syros, Grecia |
| 36°59′N 25°0′E / 36.983, 25.000  | Grecia                          | Isla de Despotiko |
| 36°57′N 25°0′E / 36.950, 25.000  | Mar Mediterráneo                | Mar Egeo · pasando entre las islas de Folegandros y Sikinos, Grecia |
| 36°36′N 25°0′E / 36.600, 25.000  | Mar Mediterráneo                | Mar de Creta |
| 35°25′N 25°0′E / 35.417, 25.000  | Grecia                          | Isla de Creta |
| 34°56′N 25°0′E / 34.933, 25.000  | Mar Mediterráneo                | |
| 31°57′N 25°0′E / 31.950, 25.000  | Libia                           | |
| 31°30′N 25°0′E / 31.500, 25.000  | Egipto                          | |
| 30°50′N 25°0′E / 30.833, 25.000  | Libia                           | Durante unos 12 km |
| 30°44′N 25°0′E / 30.733, 25.000  | Egipto                          | |
| 29°15′N 25°0′E / 29.250, 25.000  | Libia / Egipto frontera         | |
| 22°0′N 25°0′E / 22.000, 25.000   | Libia / Sudán frontera          | |
| 20°0′N 25°0′E / 20.000, 25.000   | Sudán                           | |
| 9°58′N 25°0′E / 9.967, 25.000    | Sudán del Sur                   | |
| 7°58′N 25°0′E / 7.967, 25.000    | República Centroafricana        | |
| 5°0′N 25°0′E / 5.000, 25.000     | República Democrática del Congo | |
| 11°15′S 25°0′E / -11.250, 25.000 | Zambia                          | |
| 17°36′S 25°0′E / -17.600, 25.000 | Namibia                         | Franja de Caprivi |
| 17°43′S 25°0′E / -17.717, 25.000 | Botsuana                        | Pasando a través de los Salares de Makgadikgadi |
| 25°45′S 25°0′E / -25.750, 25.000 | Sudáfrica                       | Provincia del Noroeste Provincia Septentrional del Cabo - durante unos 8 km Provincia del Noroeste Provincia Septentrional del Cabo - durante unos 8 km Provincia del Estado Libre Provincia Septentrional del Cabo Provincia Oriental del Cabo |
| 33°59′S 25°0′E / -33.983, 25.000 | Océano Índico                   | |
| 60°0′S 25°0′E / -60.000, 25.000  | Océano Antártico                | |
| 70°7′S 25°0′E / -70.117, 25.000  | Antártida                       | Tierra de la Reina Maud, reclamado por Noruega |